# 옌타이 라이산 국제공항
옌타이 라이산 국제공항(중국어: 烟台莱山机场, IATA: YNT, ICAO: ZSYT)은 중화인민공화국 산둥성 옌타이 시에 있는 국제공항으로 중화인민공화국 공군과 공용되는 국제공항이었으며, 2015년 5월 28일 신공항인 옌타이 펑라이 국제공항(영어: Yantai Penglai International Airport, 중국어: 煙臺蓬萊國際機場)으로 이전되었다.

## 역사
옌타이 라이산 국제공항은 원래 인민해방군 해군이 운영하는 군사 공항이었다. 1984년 6월, 중국 정부와 중앙군사위원회는 민간 항공기에 공항을 개방하기로 합의했고, 1984년 10월 베이징과 상하이행 항공편으로 운행을 시작했다. 상업운항 31년 동안 교통량이 크게 증가하였고, 공항은 대한민국의 서울과 부산을 포함한 몇몇 국제선 목적지뿐만 아니라 옌타이와 70여 개 중국 도시 사이의 항공편을 제공하였다. 기존 시설들이 늘어나는 도시의 수요를 충족시키지 못하자 옌타이 정부는 2011년 9월 펑라이 공항 건설을 시작했다. 2014년에 라이산 국제공항은 400만명 이상의 승객을 오갔다.

## 같이 보기
- 중화인민공화국의 공항 목록